# Oscar Quagliata
Oscar Francisco Quagliata (Montevideo, 30 de octubre de 1964) es un exfutbolista uruguayo. Se desempeñaba como delantero y militó en diversos clubes de Uruguay, Chile y Colombia. Actualmente se desempeña como ayudante técnico de su compatriota Pablo Repetto, en el Atlético Nacional de la Categoría Primera A de Colombia.

## Clubes
| Club            | País     | Año       |
| --------------- | -------- | --------- |
| Huracán Buceo   | Uruguay  | 1988-1989 |
| Liverpool       | Uruguay  | 1990-1991 |
| Huachipato      | Chile    | 1992-1993 |
| Liverpool       | Uruguay  | 1994      |
| Deportivo Cali  | Colombia | 1995-1997 |
| Central Español | Uruguay  | 1998-1999 |
| Fénix           | Uruguay  | 2000      |
| Rentistas       | Uruguay  | 2001-2003 |

## Palmarés

### Como jugador

#### Campeonatos nacionales
| Título           | Club           | País     | Año     |
| ---------------- | -------------- | -------- | ------- |
| Primera División | Deportivo Cali | Colombia | 1995/96 |

### Como ayudante técnico
| Título               | Club          | País    | Año     |
| -------------------- | ------------- | ------- | ------- |
| Serie A de Ecuador   | Liga de Quito | Ecuador | 2018    |
| Copa Ecuador         | Liga de Quito | Ecuador | 2018-19 |
| Supercopa de Ecuador | Liga de Quito | Ecuador | 2020    |